# Aplaudir o pôr do Sol
O ato de aplaudir o pôr do Sol é considera uma tradição carioca originada e difundida pelo fotógrafo, jornalista e colunista brasileiro Carlos Leonam, inicialmente na Praia de Ipanema, no Rio de Janeiro. Relata-se que o costume também é adotado no Porto da Barra, em Salvador.

## Repercussão
O costume teria ganhado grandes proporções quando, no ano de 1974, um comercial para a TV da marca de maiôs Rhodianyl disseminou o costume de bater palmas para o fim da tarde à fama nacional. Ao fim do comercial, um rapaz surge e diz: "Pessoal, vamos bater palmas pro Sol, ele foi muito legal com a gente esse fim de semana". Já no século XXI, o produtor musical estadunidense Stephan Oberhoff lançou um álbum intitulado Applauding the Sunset, citando pontualmente o hábito de origem carioca que conheceu numa visita à capital fluminense. Ricky Martin, por sua vez, aparece no vídeo ‘Vida’, gravado no Brasil, batendo palmas para o Sol.